# 当子内親王
当子内親王（とうし（まさこ）ないしんのう）は、三条天皇の第1皇女。母は藤原済時の娘、皇后・娍子。伊勢斎宮。同母兄弟に敦明親王、性信入道親王など。

## 生涯
寛弘8年（1011年）三条天皇の即位により、内親王宣下を受ける。長和元年（1012年）12月4日、12歳で斎宮に卜定され、翌長和2年（1013年）8月21日に初斎院（宮内省）、同年9月27日に野宮に入る。当時、三条天皇は、執権者である藤原道長との関係の悪化に加え、眼病を患い、皇位の危機にあった。当子内親王は、父帝を思い、「内親王を斎姫に立てるとは志が深いことです。近年は、内親王が斎宮にならない例が多いばかりです。皇位は18年続くでしょう」という託宣を報告させた。長和3年（1014年）9月20日、14歳で伊勢に群行。この発遣の儀（「別れの御櫛」）に臨んだ際、天皇も斎宮も互いに振り返ってはならない決まりであったのを、三条天皇は別れがたさに思わず振り返ってしまったという。また、伊勢に下向してからも、「伊勢神宮に怪異が無いので、治世は長く続くでありましょう」と伝えている。
長和5年（1016年）1月29日、三条天皇の譲位により16歳で退下し、9月3日に帰京。帰京からしばらく後、当子内親王に藤原道雅が密通しているという噂が立った。これに激怒した三条上皇は皇后や親王らのとりなしも聞きいれずに道雅を勅勘、二人の手引きをしていた乳母の中将内侍をも追放し、当子は母・娍子のもとに引き取られて道雅との仲を裂かれた。世間では「在任中の斎宮であればともかく、この内親王は既に斎宮を退いているのだから」と同情する声もあったが、当子は悲しみのうちに自ら落飾し、寛仁元年（1017年）出家。その5年後、治安2年（1022年）に短い生涯を閉じた。享年22。
なお、道雅が当子内親王と引き裂かれた後に贈った別れの歌、「今はただ思ひ絶えなんとばかりを人づてならで言ふよしもがな」（『後拾遺集』）は後に『百人一首』に採られている。